# جن‌گیری
جن‌گیری تلاش برای اخراج جن، شیطان یا ارواح شرور از شخص یا محلی است که باور دارند مورد تسخیر قرار گرفته‌است. کسی که جن‌گیری را انجام می‌دهد، جن‌گیر خوانده می‌شود و غالباً شخصی روحانی است که توسط کلیسا این تعلیمات، تواناییها و قدرت‌ها را فرا گرفته‌است.
کلیسای کاتولیک و پاپ بندیکت شانزدهم از این موضوع حمایت می‌کنند و تحت رهبری پدر گابریل آمورث اقدام به تأسیس انجمن بین‌المللی جن‌گیران نموده‌است.
جن‌گیری و اساساً حلول شیطان در جسم آدم در کلیسای کاتولیک مفهومی پذیرفته‌شده‌است.

## نگارخانه

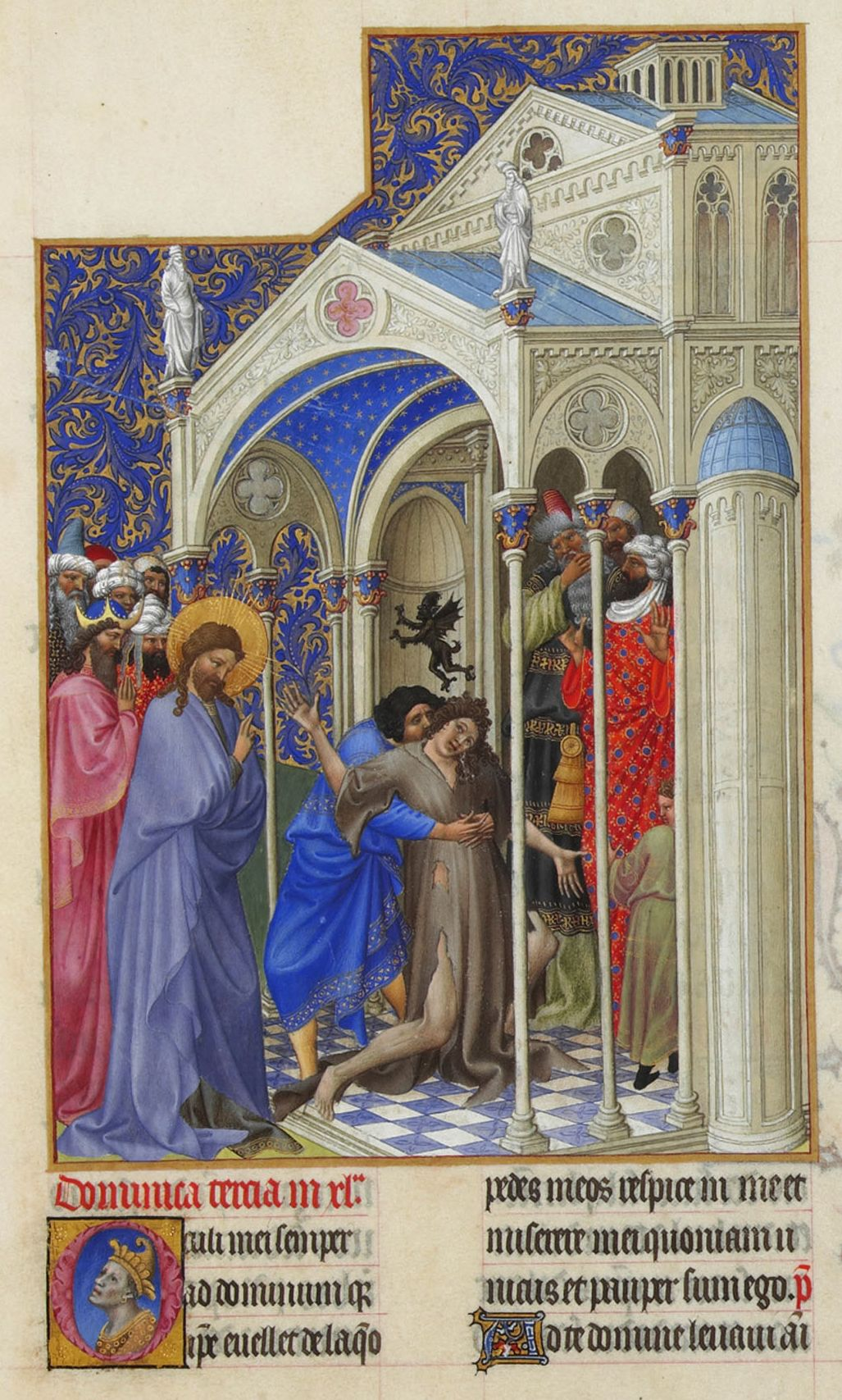
پسر جن زده
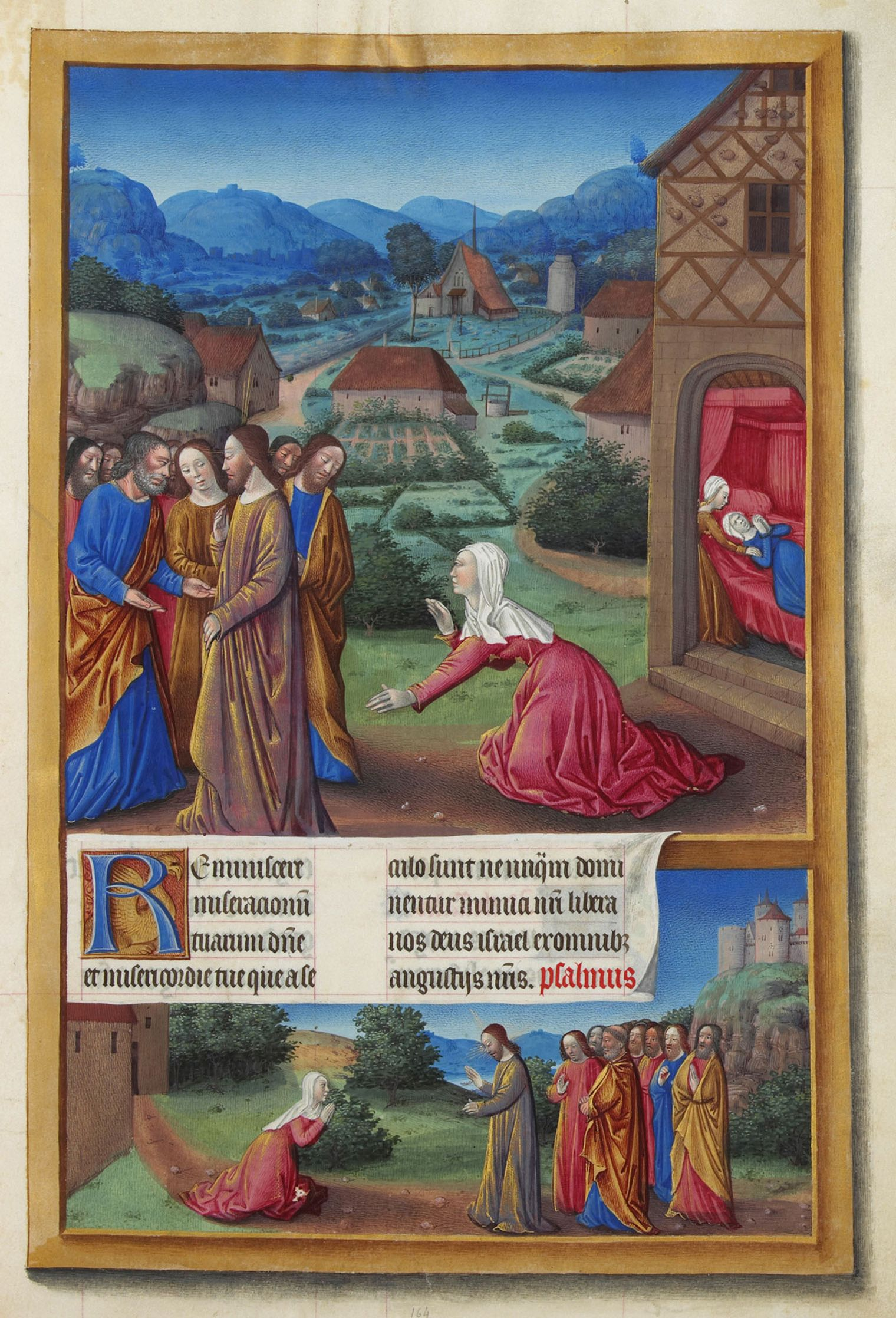
دختر زن کنعانی
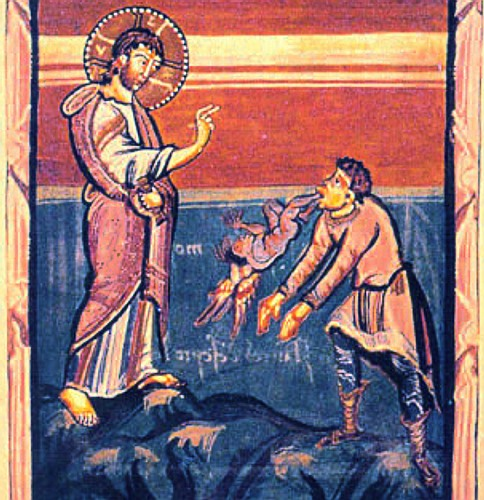
دیوانه جرشی
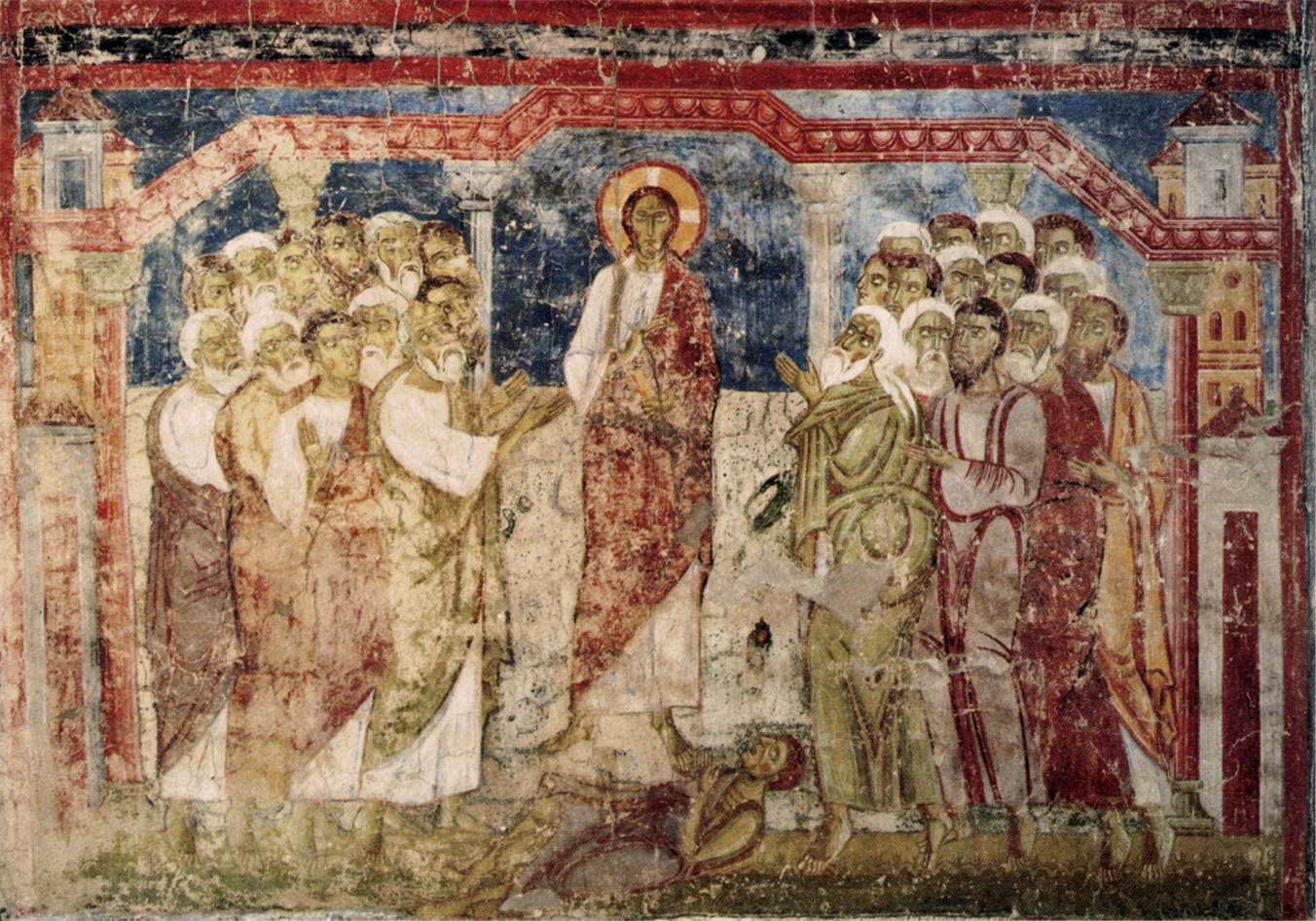
جنگیری در کنیسه‌ای در کاپرنام
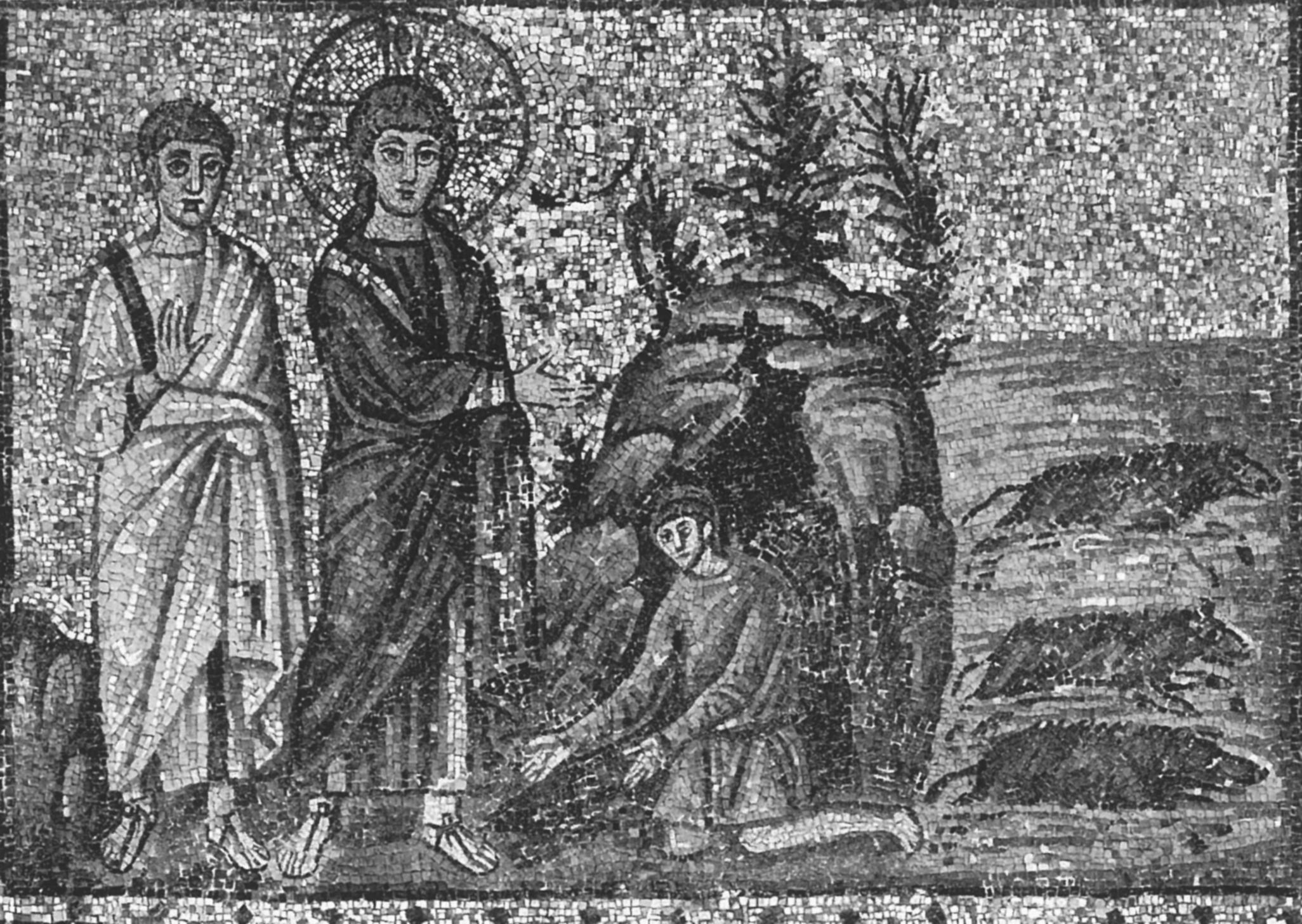
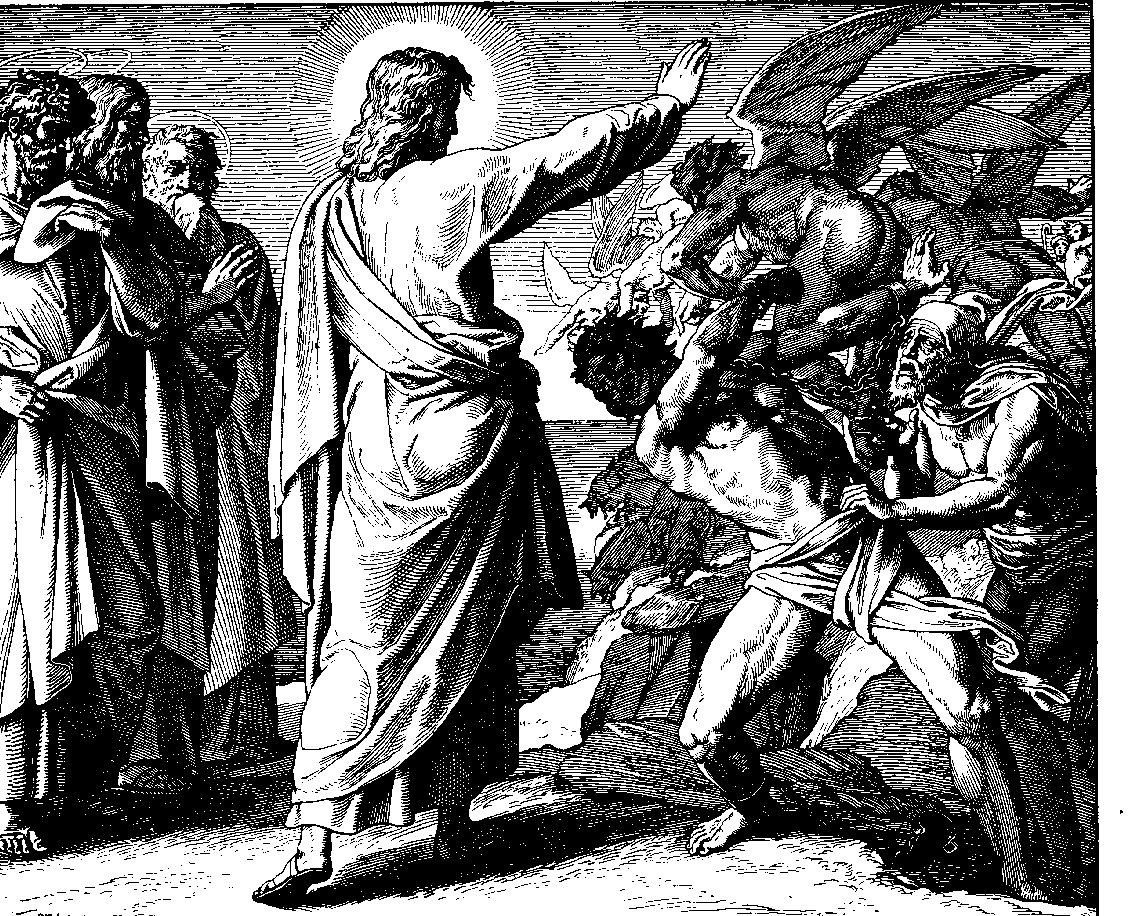
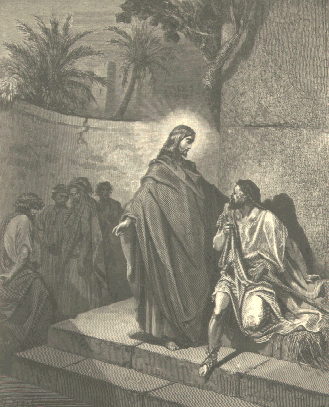
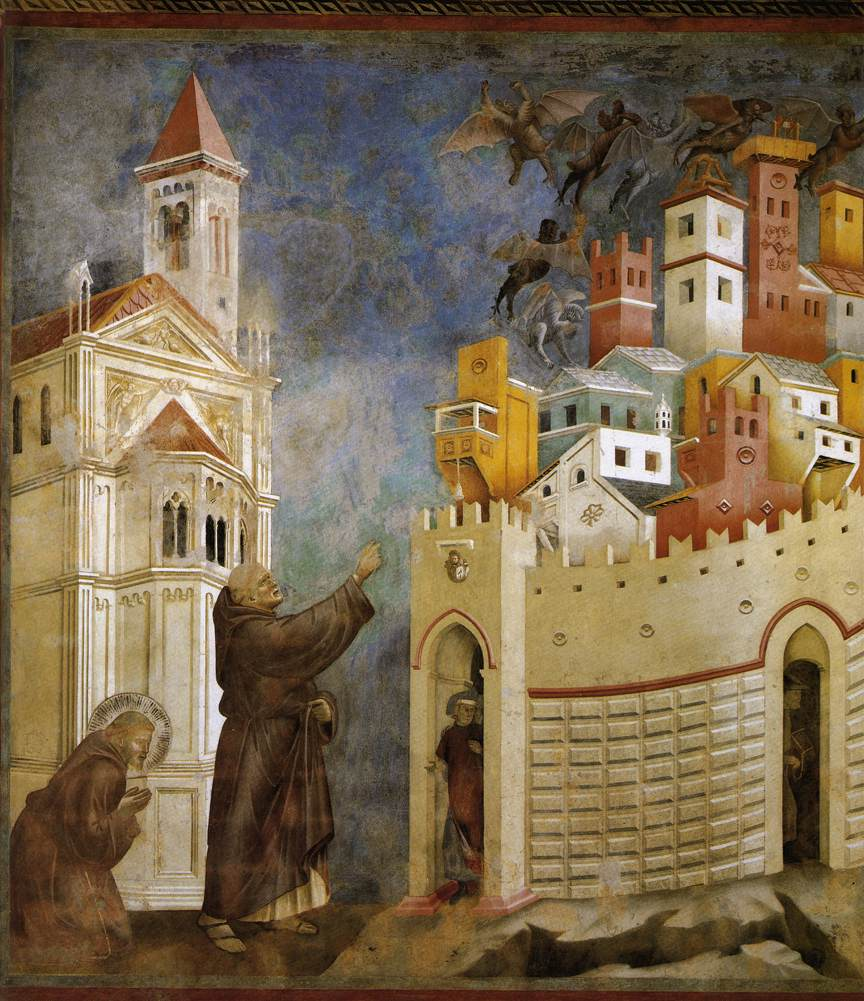